# Vay Miklós (1893–1982)
Vay Miklós (Tiszalök, Szabolcs vármegye, 1893. június 14. – 1982. október 15.) magyar földbirtokos, mezőgazdász, vállalkozó, országgyűlési képviselő.

## Élete
1893-ban született Tiszalökön, református vallású, földbirtokos családban. Középiskolái befejezését követően a magyaróvári és a kassai gazdasági akadémiákon tanult tovább és ott szerzett oklevelet, nem sokkal ezután pedig bevonult katonának. Az első világháború alatt leginkább orosz hadszíntereken teljesített harctéri szolgálatot, többször kitűnt vitéz magatartásával s több katonai kitüntetést szerzett.
A Szabolcs vármegyei közéletben már fiatalabb korában is szerepet vállalt, de az országos politikába csak 1931-ben kapcsolódott be, amikor először választotta meg a tiszalöki kerület egységespárti programmal – a párt hivatalos jelöltjével szemben – országgyűlési képviselőnek. Az 1935. és 1939. évi választáson ugyanott szerzett mandátumot, előbb a Nemzeti Egység Pártja, utóbb a Magyar Élet Pártja színeiben. Főként gazdasági és gazdatársadalmi tárgyú vitákban szólalt fel. Elnöke volt a Magyar Gazdatisztek Országos Egyesületének és tagja a képviselőház földművelésügyi bizottságának.